# Clode Hamelin
Clode Hamelin est un compositeur québécois.

## Biographie
Violoncelliste, guitariste et compositeur né à Montréal (Québec) en 1954.
Étudia le violoncelle avec Sœur Mance Blain, André Migneault, Walter Joachim et Aldo Parisot (de l'université Yale).
Bien que musicien pigiste, il joua dans différents orchestres classiques, dont l'Orchestre Symphonique de Montréal, l'Orchestre Symphonique d'Utrecht en Hollande, l'Orchestre des Jeunes du Québec (l'année de sa fondation), l'Orchestre Métropolitain et l'Orchestre de Chambre de Radio-Canada. De plus, toujours dans le monde de la musique classique, il participe à un grand nombre de concerts, d'émissions de radio et de télévision avec différents ensembles de musique de chambre couvrant du répertoire baroque à la musique contemporaine, dont la création de Composession de John Rea, prix Jules Léger 1981.
Parallèlement à ces activités, c'est surtout comme musicien pigiste dans le milieu de la musique non classique qu'il fut le plus actif. Et ce autant sur disque, pour des musiques de films, à la télévision et la radio, que sur scène.
Parmi ses collaborations notons sa participation à l'enregistrement de deux disques de Michel Rivard Le goût de l'eau et autres chansons naïves et Maudit bonheur. De plus, il fit partie de sa tournée, Chansons lousses et cordes sensibles, une soirée avec Michel Rivard et le Flybin String Ensemble.
Il a aussi collaboré avec de très nombreux artistes à différentes productions, dont : David Bowie (disque Tonight réalisé par Arif Mardin), Isabelle Boulay (disque États d'amour enregistré à Paris), Diane Dufresne (spectacle Détournement majeur au Forum de Montréal), Marie Bernard (Tu as crié let me go, film de Anne-Claire Poirier), Félix Leclerc (Le Tour de L'île) , François Dompierre, André Gagnon, Gilles Vigneault, Gerry Boulet, Plume Latraverse, Claude Péloquin, Jean Sauvageau, Sylvain Lelièvre, Louise Forestier, Edgar Bori, Daniel Lavoie, Sylvie Paquette, Jeff Smallwood, Marc Déry, Hart-Rouge, Charles Trenet, Jean-Pierre Ferland, Ginette Reno et Michel Legrand (au Festival international de jazz de Montréal) et le groupe Rainbow (ex Deep Purple, disque Straight between the eyes).
Comme interprète il a participé à plusieurs productions théâtrales dont la pièce L'homme éléphant présentée au Théâtre du Nouveau Monde et en tournée au Québec, pièce dans laquelle il interprète de nombreux extraits des Suites de Bach pour violoncelle seul.
Il enregistra aussi quelques disques de ses compositions dans différents styles musicaux. Ces enregistrements le font collaborer avec de nombreux musiciens dont le célèbre percussionniste Don Alias et le grand violoniste de Jazz John Blake. 
Par la suite, c'est surtout comme compositeur, principalement de musique à l'image, qu'il consacra sa carrière. À ce titre, il fut nommé trois fois à l'Académie du cinéma et de la télévision dans la catégorie « Meilleure musique Originale » lors des prix Gémeaux et Gemini.

## Filmographie
Il composa entre autres la musique de:
- 1989 : Les Heures précieuses (téléfilm) de Marie Laberge
- 1996 : Les Orphelins de Duplessis (série télévisée) (réalisation Johanne Prégent)
- 1998 : Big Bear (série télévisée) (réalisation Gil Cardinal)
- 1999 : L'Île de sable (long métrage) (scénario et réalisation Johanne Prégent)
- 2002 : Un jeu d'enfants (documentaire) (réalisation Johanne Prégent)
- 1997 : The Mark on the Wall (court métrage) (réalisation Johanne Prégent)
- 2000 : Une histoire de loups (documentaire) (réalisation Laurent Cistac)
- 2000 : Gypsies (série télévisée) d'Arlette Cousture (réalisation François Bouvier)
- 2002  : Pound maker (docu-drama) (réalisation Gil Cardinal)
- 2003  : The Worlds of Joseph Brant (docu-drama) (réalisation Gil Cardinal)
- 2003 : Totem: The Return of the G'psgolox Pole (documentaire) (réalisation Gil Cardinal)
- 2006 : Indian Summer: The Oka Crisis (série télévisée) (réalisation Gil Cardinal)
- 2008 : Les Rats démineurs de Tanzanie (réalisation Laurent Cistac)

Toutes ces productions furent diffusées sur des réseaux de télévision nationaux ou internationaux. Plusieurs furent présentées, mises en nominations ou furent récompensées dans de nombreux festivals internationaux dont : American Indian Film Festival, Worldfest Houston, Sundance Festival, FIPA (France), Giffoni Film festival (Italie), Toronto et Vancouver International Film Festival.

## Récompenses et nominations
Nominations
- Les Orphelins de Duplessis (en nomination pour un prix Gémeaux en 1997 dans la catégorie meilleure musique originale)
- Big Bear (en nomination pour un Gemini Award 1999 dans la catégorie meilleure musique originale)
- Totem The Return of the G'psgolox Pole (en nomination pour un Gemini Award 2003 dans la catégorie meilleure musique originale)